# Fay Muller
Esme Fay Muller (* 4. November 1933 in Laidley, Queensland) ist eine ehemalige australische Tennisspielerin.

## Karriere
Muller trat zwischen 1952 und 1963 neunmal bei den Australian Championships an, die später in Australian Open umbenannt wurden. Sie spielte 1957 das Finale im Doppel mit Mary Hawton, das sie gegen Shirley Fry und Althea Gibson verloren. Im Mixed konnte sie ein Jahr später gemeinsam mit ihrem Landsmann Mal Anderson den Titel gewinnen.
Bei den Französischen Meisterschaften erreichte sie dreimal das Halbfinale im Doppel und einmal im Mixed. In Wimbledon verlor sie 1956 mit Daphne Seeney  das Doppelfinale.

## Persönliches
Muller heiratete zweimal in Brisbane. Ihre erste Hochzeit mit Arden Arthur Robinson fand am 27. Februar 1960 statt. Das zweite Mal heiratete sie Robert William Colthorpe am 27. Februar 1971.

## Finalteilnahmen bei Grand-Slam-Turnieren

### Doppel

#### Finalteilnahmen
| Nr. | Datum           | Turnier                  | Belag | Partnerin     | Finalgegnerinnen            | Ergebnis |
| --- | --------------- | ------------------------ | ----- | ------------- | --------------------------- | -------- |
| 1.  | 6. Juli 1956    | Wimbledon Championships  | Rasen | Daphne Seeney | Angela Buxton Althea Gibson | 1:6, 6:8 |
| 2.  | 28. Januar 1957 | Australian Championships | Rasen | Mary Hawton   | Shirley Fry Althea Gibson   | 2:6, 1:6 |

### Mixed

#### Turniersiege
| Nr. | Datum           | Turnier                  | Belag | Partnerin    | Finalgegnerinnen          | Ergebnis      |
| --- | --------------- | ------------------------ | ----- | ------------ | ------------------------- | ------------- |
| 1.  | 28. Januar 1957 | Australian Championships | Rasen | Mal Anderson | Jill Langley Billy Knight | 7:5, 3:6, 6:1 |